# Фербери (Небраска)
Фербери (енгл. Fairbury) град је у америчкој савезној држави Небраска.

## Демографија
По попису из 2010. године број становника је 3.942, што је 320 (-7,5%) становника мање него 2000. године.
| Група             | 2000.         | 2010.         |
| Белци             | 4.127 (96,8%) | 3.717 (94,3%) |
| Афроамериканци    | 6 (0,1%)      | 11 (0,3%)     |
| Азијати           | 8 (0,2%)      | 14 (0,4%)     |
| Хиспаноамериканци | 79 (1,9%)     | 131 (3,3%)    |
| Укупно            | 4.262         | 3.942         |